# Psychomyia wardi
Psychomyia wardi is een schietmot uit de familie Psychomyiidae. De soort komt voor in het Oriëntaals gebied.